# Tecido linfoide associado à mucosa
O tecido linfóide associado à mucosa (MALT) é um sistema difuso de pequenas concentrações de tecido linfóide encontrado em várias partes do organismo, como no trato gastrointestinal, tireóide, seios, reto, glândula salivar, olho, e pele.
É composto principalmente por linfócitos T, que estão situados em regiões propícias ao contato com antígenos que entram na mucosa do epitélio intestinal.

## Componentes
Os componentes do MALT muitas vezes são divididos nas seguintes categorias:
- GALT: tecido linfóide associado ao trato gastrointestinal. Possui as placas de Peyer no íleo.
- BALT: tecido linfóide associado aos brônquios
- NALT: tecido linfóide associado ao nariz
- SALT: tecido linfóide associado à pele
- VALT: tecido linfóide associado aos vasos sangüíneos
- CALT: tecido linfóide associado ao olho (à conjuntiva)

## Importância
O MALT tem a função de regular a imunidade nas mucosas. Ele pode ser a região de formação de linfomas, geralmente dos não-Hodkinianos. Um tumor específico relacionado ao linfoma da MALT está relacionado à bactéria Helicobacter pylori no estômago.